# فاتا کوت تاجا
فاتا کوت تاجا (به انگلیسی: Fata Kot Taja) یک روستا در پاکستان است که در پنجاب واقع شده‌است.